# Pamětní odznak Čs. dobrovolce z let 1918–1919
Pamětní odznak československého dobrovolce z let 1918–1919 byl založen v roce 1938. Rovněž se nazýval Kříž „v těžkých dobách“. Odznak byl udělován MNO Československa zpětně až v r. 1938 příslušníkům čs. armády a dobrovolníkům, kteří se v období od 28. října 1918 do 31. července 1919 účastnili vojenských akcí na Slovensku a všude tam, kde se jednalo o zajištění integrity státních hranic.
Kříž je z bronzu a autorem návrhu byl štábní kapitán Oldřich Pilz.